# Florales Motiv

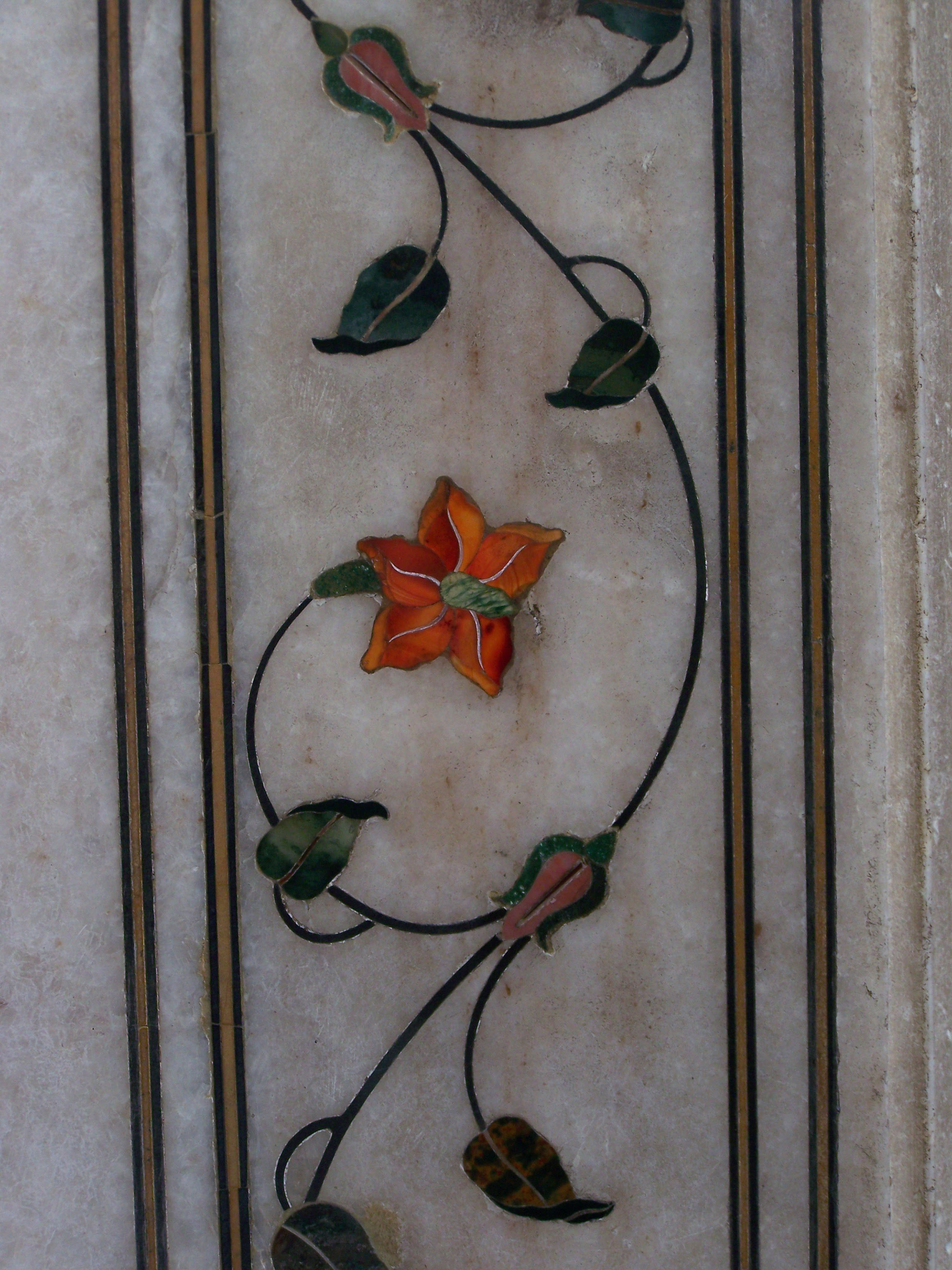
Blumenmotiv im Audienzsaal des Shah-Jahan-Diwan, Indien 1638

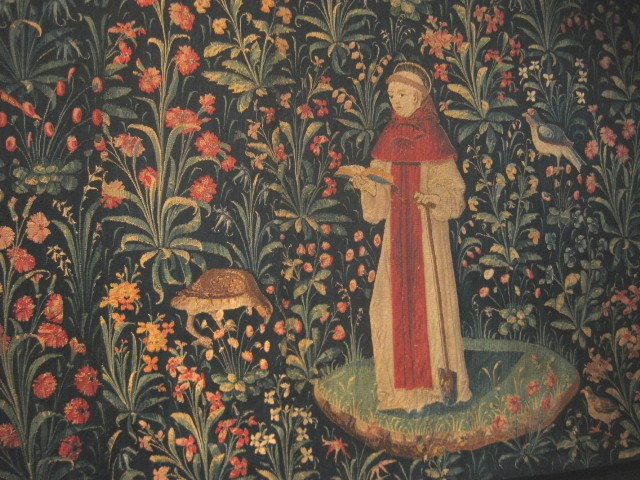
Antonius im Klostergarten. Tapisserie de Guigone de Salins, Bourgogne 15. Jhdt.

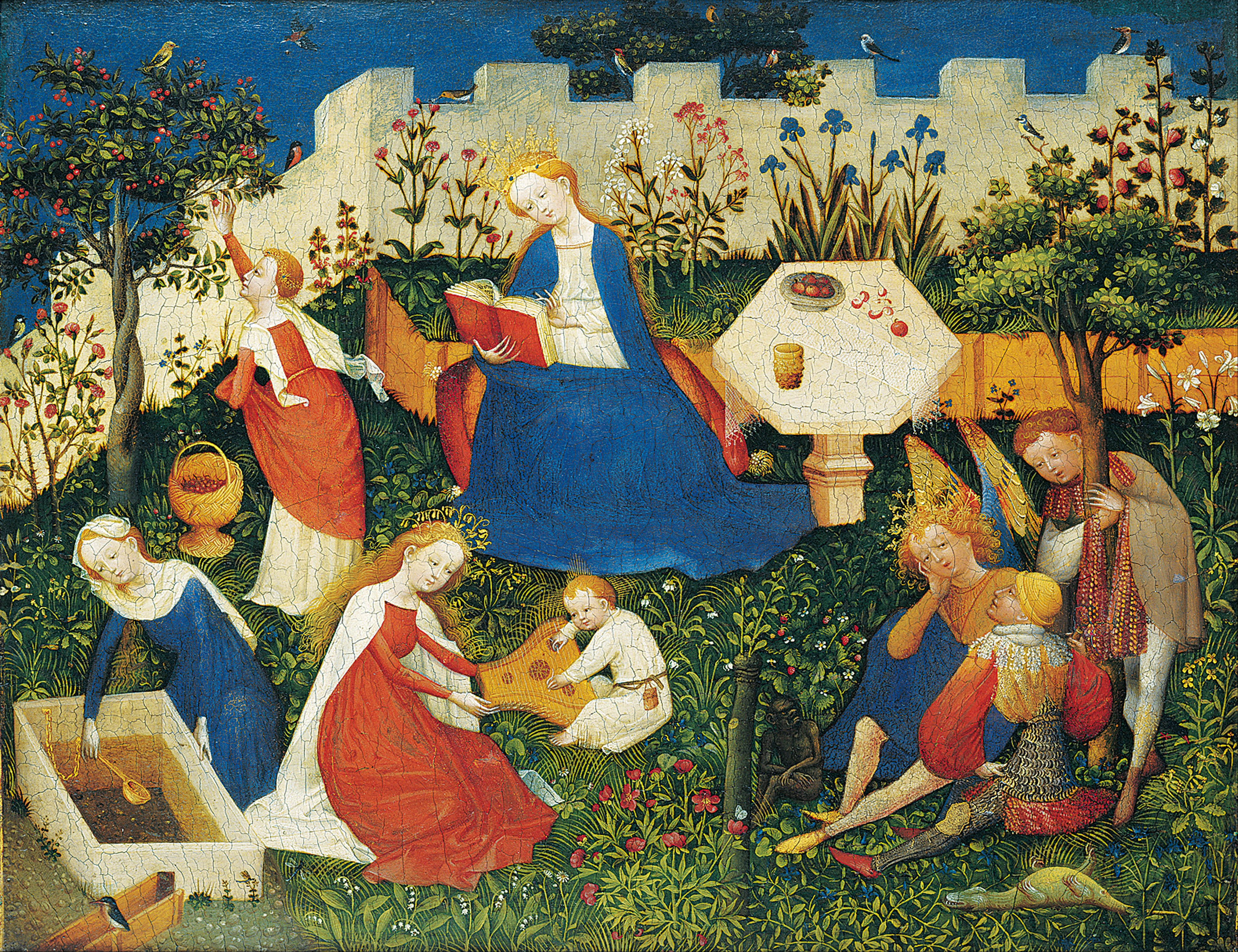
Paradiesgärtlein, Oberrheinischer Meister, um 1410/20, Mischtechnik auf Eichenholz, als Dauerleihgabe im Städel.

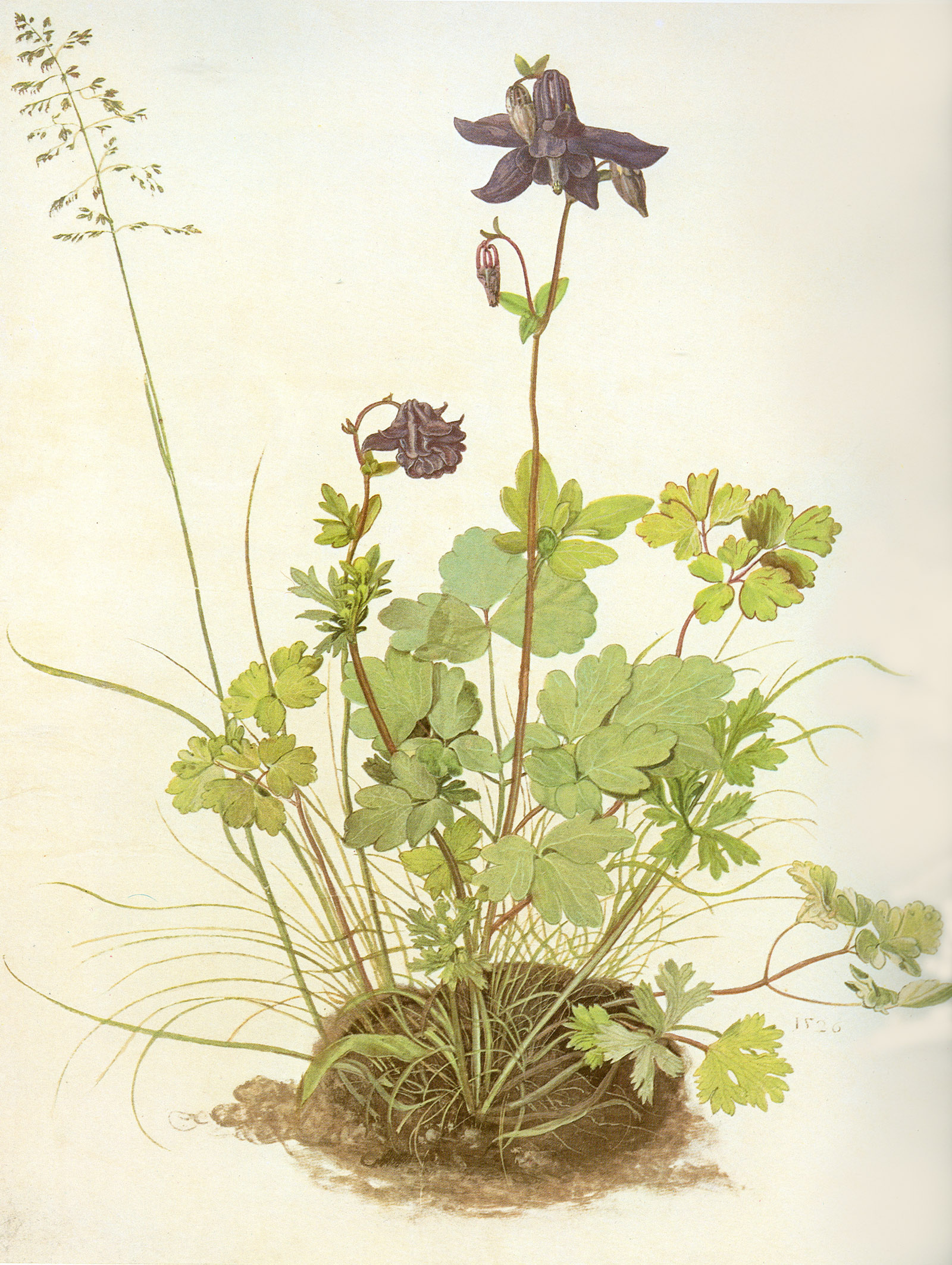
Albrecht Dürer. Akelei-Blume (Aquilegia), um 1495–1500 (?), Aquarell, Deckfarben und Pinsel auf Pergament. Albertina, Wien, Österreich, Graphische Sammlung

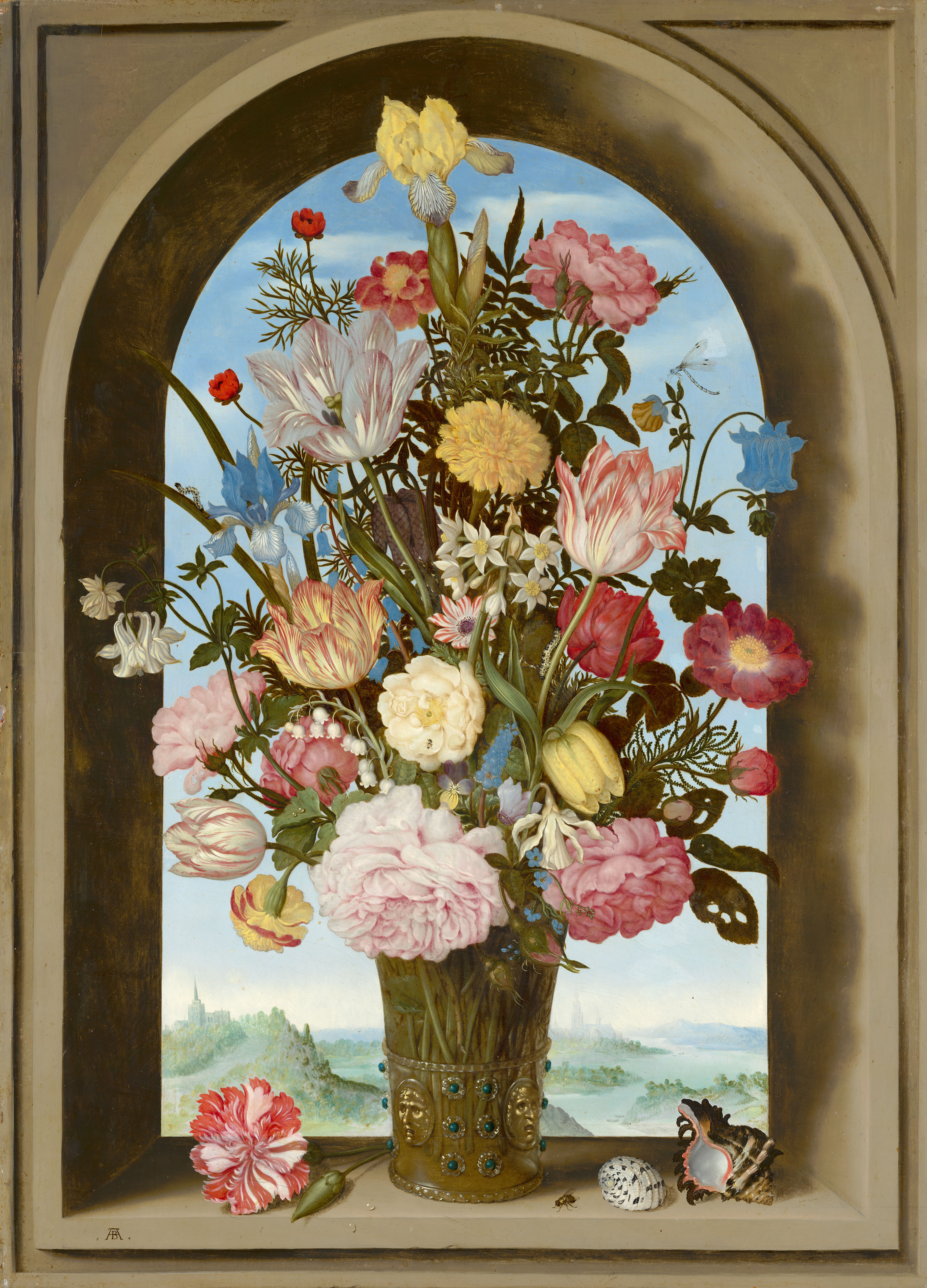
Blumenvase in einer Fensternische. Ambrosius Bosschaert der Ältere 1620, Öl auf Leinwand, Mauritshuis, Den Haag

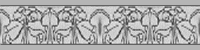
Architektonisches Blattwerkfries

Musterbuch Dessin- & Brokatpapiere in Gold der Firma Theodor E. Kretzschmar, Buntpapierfabrik, Dresden (1901)

Als florale Motive bezeichnet die Bildende Kunst Vorwürfe und Themen, in denen Pflanzen (lateinisch: Flora) und deren Details das Hauptmotiv bilden.

## Malerei und Grafik
In der Malerei und der Grafik sind die häufigsten Motive Blumen, Blüten sowie Ranken, auf Gemälden auch Äste und von Naturgewalten betroffene Bäume oder Gewächse. Infolge der seit Beginn des 16. Jahrhunderts einsetzenden Entdeckungsreisen fanden zunehmend exotische Pflanzen ihre Liebhaber. Hyazinthen aus dem Orient, Narzissen und Tulpen fanden seit der 2. Hälfte des 16. Jahrhunderts Eingang in die mitteleuropäische Gartenkunst und in Blumenstillleben wie das Gemälde Blumenvase in einer Fensternische des flämischen Malers Ambrosius Bosschaert des Älteren.
Die religiöse Malerei benutzt auch Allegorien oder Darstellungen von Klostergärten (z. B. mit Maria) und des Paradieses. Spezielle Blumen dienen als Symbole, z. B. die Lilie für die Keuschheit bzw. die Jungfräulichkeit, die Rose für die Liebe und die Dornen für Blut und Leid. Die Akelei gilt seit dem 14. Jahrhundert in der Buchmalerei als Zeichen der Demut und Bescheidenheit. Das Albrecht Dürer zugeschriebene Aquarell lässt diesen Zusammenhang nicht mehr unmittelbar erkennen. Nach dem 16. Jahrhundert weicht die religiöse Symbolik dieser Pflanze einer profanen. Wandteppiche der Spätgotik zeigen ein Millefleurs genanntes Streublumenmotiv.

## Andere Kunstzweige
Die Fotografie weitet die Thematik auch auf viele Details aus, etwa Knospen und Wurzeln. Wilhelm Weimar schuf für das Museums für Kunst und Gewerbe in Hamburg zwischen 1890 und 1906 ein fotografisches Herbarium. Pflanzenteile wie z. B. Buchenblätter fotografierte er in durchfallendem Tageslicht.
In der Bildhauerei kommen florale Motive nur selten vor. Eine Ausnahme sind die Bildhauer und Schnitzer der Gotik: sie umrahmten viele Altäre und biblische Szenen mit Astwerk und andere Kunstwerke mit Blattwerk.
In den Motiven des Kunstgewerbes überwiegen Blumen, Blätter und Gräser sowie aus Ranken zusammengesetzte Friese. Letztere gibt es auch in der Architektur, beispielsweise als Anthemion oder als Blattwerkfries. Desgleichen tragen die Kapitelle von Säulen oft Pflanzenschmuck.
Florale Motive finden sich bei der Gestaltung von Wasserzeichen alter handgeschöpfter Papiere u. a. in der Form von Ecknelkenpapier, bei der Gestaltung von Buntpapier (Brokatpapier, Modeldruckpapier, Lithografie) und von Tapeten, z. B. bei französischen Manufakturen oder in England bei William Morris.
Das Kunstgewerbemuseum in Leipzig widmete der dekorativen Umsetzung pflanzlicher Formen im Februar und März 1903 eine Sonderausstellung, in der vor allem die Aktivitäten bedeutender Kunstgewerbe- und Handwerkerschulen präsentiert wurden. Im Programm der Ausstellung wurde zwischen natürlichen Pflanzen in künstlerischen Darstellungen (Blumenmalerei), naturalistischen Pflanzenornamenten und stilisierten modernen Pflanzenornamenten unterschieden.